# مظفر شاه یکم
پاکودا سری سلطان مظفر شاه یکم (انگلیسی: Paduka Sri Sultan Mudzaffar Shah I؛ – درگذشت ۲۷ ژوئیه ۱۱۷۹) با نام متداول پرا آونگ ماهاوانگسا (Phra Ong Mahawangsa) یک پادشاه نامور بود و بر طبق متون درون کتاب حکایت مرونگ ماهاوانگسا، اولین سلطان کداح می‌باشد. قبل از اینکه بر طبق این شیوه از قدرت حکمرانی کند، او با عنوان سری پادوکا مهاراجه دربار راجا آخرین پادشاه هندو بود که بر سبک قدیم بر کداح حکمرانی کرد، مدتی بعد از اینکه به دین اسلام گروید، بنیانگذار و اولین سلطان سبک جدید سلطنت در کداح شد.